# Delitto di Santa Gertrude
Il delitto di Santa Gertrude (in tedesco St. Gertraud Mordfall), detto anche, tra le altre, delitto Platzgummer, delitto della perpetua o caso Steinkasserer, è un caso di omicidio rimasto irrisolto, commesso nella notte tra il 6 e il 7 novembre 1973 nella canonica di Santa Gertrude, frazione di Ultimo in provincia di Bolzano; vittima fu Maria-Luise Pfliri vedova Platzgummer, perpetua pro tempore della chiesa parrocchiale del paese.  
Le indagini portarono all'incriminazione dell'allora parroco don Josef Steinkasserer, ma l'assenza di prove condusse all'archiviazione del caso nel 1981 e il colpevole non venne mai individuato.

## I fatti

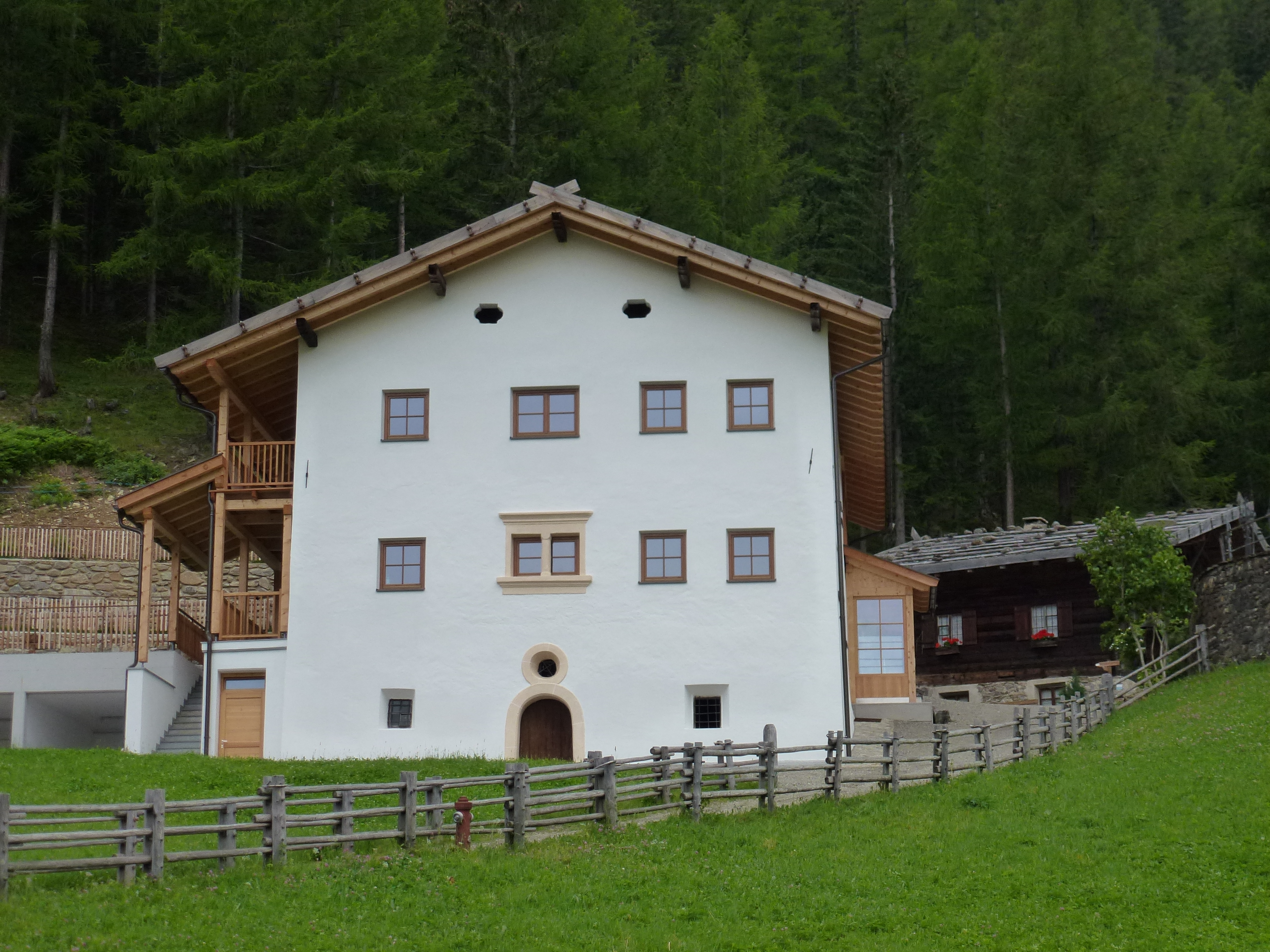
Il luogo del delitto: la casa parrocchiale attigua alla chiesa di Santa Gertrude.

Alle ore una del mattino del 7 novembre 1973 Johann Bertagnolli, sacrestano della parrocchia di Santa Gertrude in val d'Ultimo, fu svegliato dalle urla del prevosto don Josef Steinkasserer, che da sotto casa lo pregava di seguirlo alla canonica affermando di aver appena subìto una rapina. Quando i due la raggiunsero, vi trovarono il cadavere della perpetua, la sessantaquattrenne Maria-Luise Pfliri vedova Platzgummer, riverso su un fianco accanto al suo letto, in un contesto completamente a soqquadro: la donna era seminuda, imbavagliata, aveva mani e piedi legati con delle tende strappate alle finestre del locale e presentava vistose ferite ed ecchimosi su tutto il corpo. Venne dato l'allarme alla stazione dei Carabinieri di Proves, che dopo circa un'ora (rallentati dalla neve caduta abbondante nei giorni precedenti) raggiunsero la casa parrocchiale.

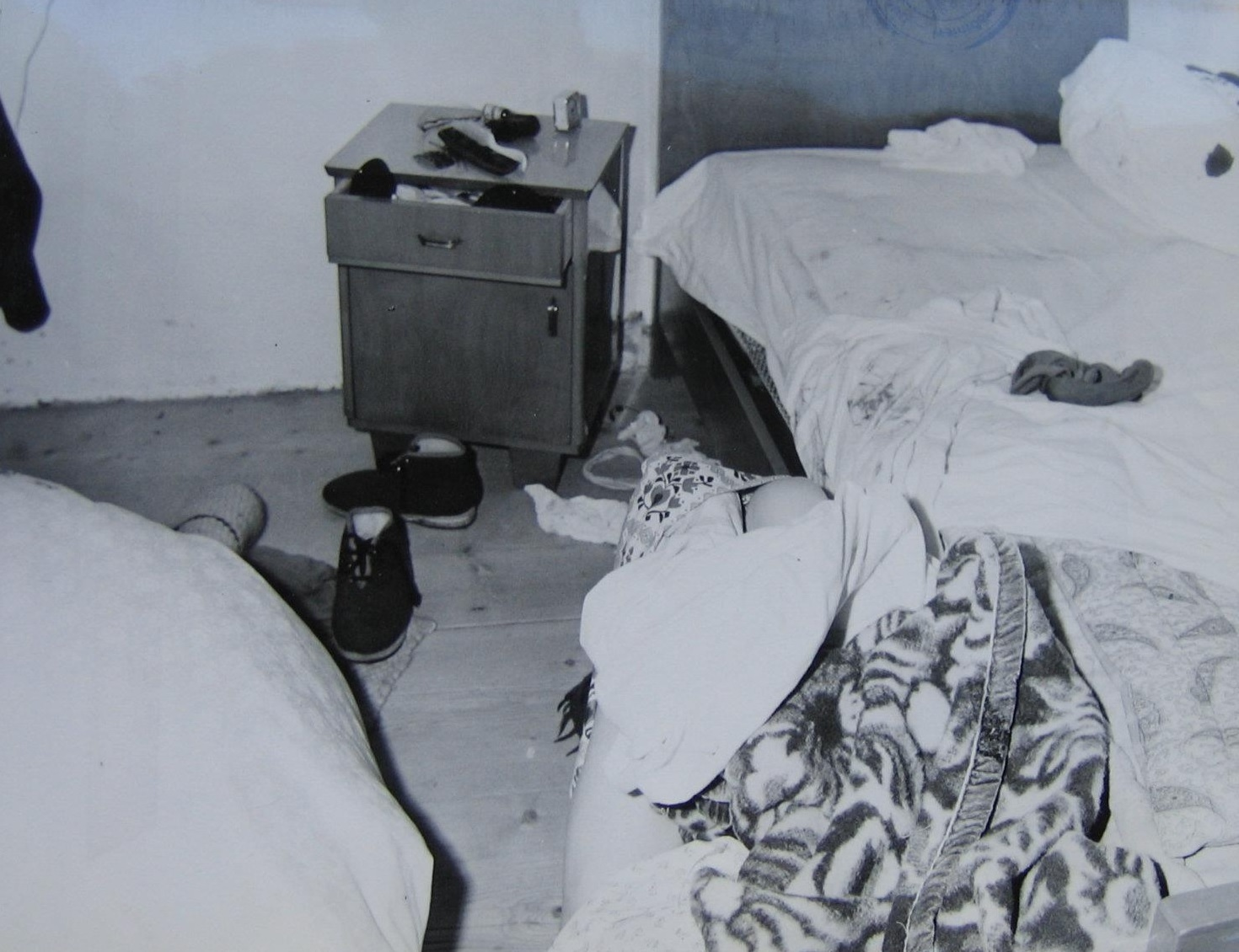
Foto della scena del crimine, scattata pochi minuti dopo l'arrivo dei Carabinieri alla canonica: il cadavere della perpetua si intravede a lato del letto, seminascosto tra coperte e lenzuola.

Agli inquirenti e ai giornalisti don Steinkasserer disse di essersi destato attorno a mezzanotte, a causa di rumori sospetti provenienti dai locali attigui alla sua stanza: entratovi, sostenne di avervi trovato due uomini di corporatura robusta, vestiti di nero e mascherati, introdottisi nella canonica rompendo una finestra del pianterreno (il cui vetro fu trovato in frantumi), intenti a rovistare nei locali. Accortisi della sua presenza, i malfattori gli avrebbero puntato contro una pistola e l'avrebbero aggredito e malmenato: il prete sostenne di essersi divincolato e di avergli lanciato addosso una brocca d'acqua, riuscendo infine a metterli in fuga. Spostatosi nella camera della perpetua, disse di averla trovata già morta e di aver quindi subìto uno shock tale da fargli attendere una ventina di minuti prima di cercare aiuto. In aggiunta, egli indicò ai Carabinieri lo sfondamento di parte della bassa recinzione che circondava la casa e consegnò loro un cappello a falda larga, a suo dire perso da uno dei malfattori, nonché il portafoglio della perpetua, trovato sul pavimento privo di denaro.

## Le indagini
Le indagini, condotte dal pubblico ministero Domenico Cerqua e dal capitano dei Carabinieri Arno Mandolesi (in un secondo momento sostituito dal colonnello Demetrio Cogliandro), misero presto in dubbio la veridicità della versione dei fatti fornita dal prevosto, il cui unico possibile riscontro era costituito dalla deposizione spontanea di un contadino residente nella valle, secondo la quale il giorno prima due persone dal forte accento slavo, al volante di un'auto di grossa cilindrata, gli avevano chiesto indicazioni per raggiungere Santa Gertrude.
Anzitutto l'autopsia sul corpo della donna, eseguita due giorni dopo, accertò che la morte era sopravvenuta non per percosse o per un'eventuale crisi cardiaca da spavento (cause ipotizzate in un primo momento), bensì per soffocamento, attuato tramite un cuscino (rinvenuto sgualcito sulla scena del crimine) premuto lungamente sul viso della vittima, forse per evitare che urlasse. Le tende che legavano gli arti inoltre non erano strette e sembrava inverosimile che potessero immobilizzare una persona.

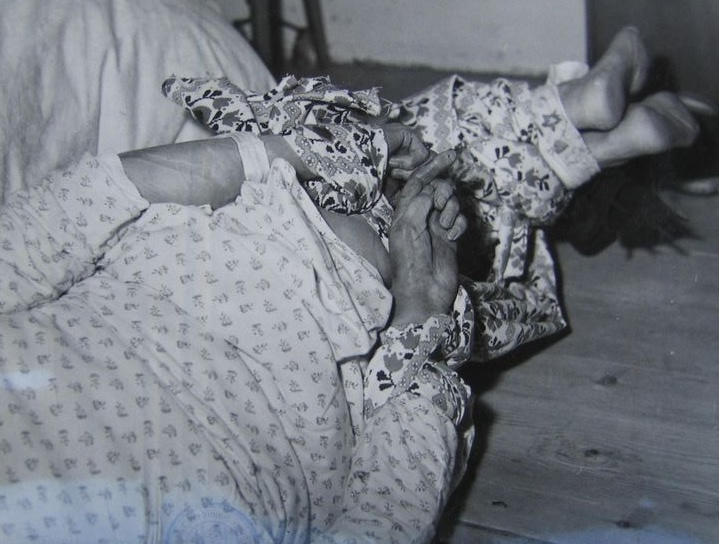
Foto della schiena del cadavere al momento del rinvenimento: sono evidenti le mani e le gambe malamente legate con una tenda.

Cerqua e Mandolesi trovarono poi strano che i supposti malviventi avessero ucciso la testimone di una rapina e risparmiato invece il prete, che secondo la sua versione dei fatti era testimone di un omicidio (e si era peraltro difeso, come da egli stesso dichiarato, semplicemente con una brocca d'acqua); in aggiunta i cocci di vetro della finestra che, a detta di Steinkasserer, era stata infranta per penetrare nell'abitazione furono rinvenuti all'esterno e non, come appariva più logico, all'interno della casa, e lo sfondamento della staccionata appariva sproporzionato per la fuga di due uomini a piedi (la casa parrocchiale non era raggiungibile direttamente con automezzi), che poteva avvenire tranquillamente attraverso il cancello, non chiuso a chiave. Quanto al cappello repertato come perso dagli assalitori, il sacrestano Bertagnolli disse di aver visto più volte il prete indossarne uno simile.
I rilievi nell'abitazione portarono poi alla scoperta di alcuni prodotti editoriali di argomento pornografico, che don Steinkasserer ammise di aver letto; in un cestino dei rifiuti, inoltre, furono trovate 24 bottigliette mignon di amaro Underberg. Fu quindi ipotizzato che il prevosto si fosse ubriacato e che quindi avesse tentato di adescare la perpetua (nota a tutti i conoscenti come donna integerrima, tanto che nella vedovanza aveva deciso di non risposarsi e di mettersi al servizio della Chiesa): vistosi respinto, avrebbe reagito scompostamente tentando di violentarla e quindi, nella colluttazione conseguente, l'avrebbe uccisa, forse accidentalmente, mettendole il cuscino in faccia per soffocarne le urla.
Già il 9 novembre il religioso fu quindi indiziato di omicidio volontario e simulazione di reato (per aver inscenato una finta rapina) e due giorni dopo la procura della Repubblica di Bolzano ne dispose la custodia cautelare in carcere. A spingere verso tale decisione fu in particolare la scoperta, sulla brocca che il parroco aveva detto di aver lanciato contro gli aggressori, di un capello e tracce ematiche riconducibili alla Platzgummer; per contro sotto le unghie della vittima venne repertato del materiale ematico di gruppo sanguigno diverso rispetto a quello del prete.
La popolazione della val d'Ultimo, presso la quale il giovane parroco (da poco in servizio dopo un periodo trascorso in val Venosta) era popolare e benvoluto, si schierò compattamente per la sua innocenza, così come le parrocchie ove aveva precedentemente risieduto e i concittadini del paese natale, Acereto di Campo Tures. In questo senso si inquadrano anche gli atti intimidatori perpetrati a danno del sacrestano Bertagnolli, che con le sue testimonianze (in particolare quella relativa al cappello) aveva aggravato la posizione dell'indiziato: dopo una serie di insulti da parte dei compaesani, nonché minacce anonime via posta e telefono, il 19 marzo 1974 l'albergo di sua proprietà venne assaltato e devastato. Parimenti oggetto di atti d'intimidazione anche fisici fu la scrittrice e politica Maria Luise Maurer, tra i più convinti sostenitori della colpevolezza di Steinkasserer, che nel 1989 raccoglierà la sua ricostruzione dei fatti nel romanzo Il cappello nero.

## L'iter processuale

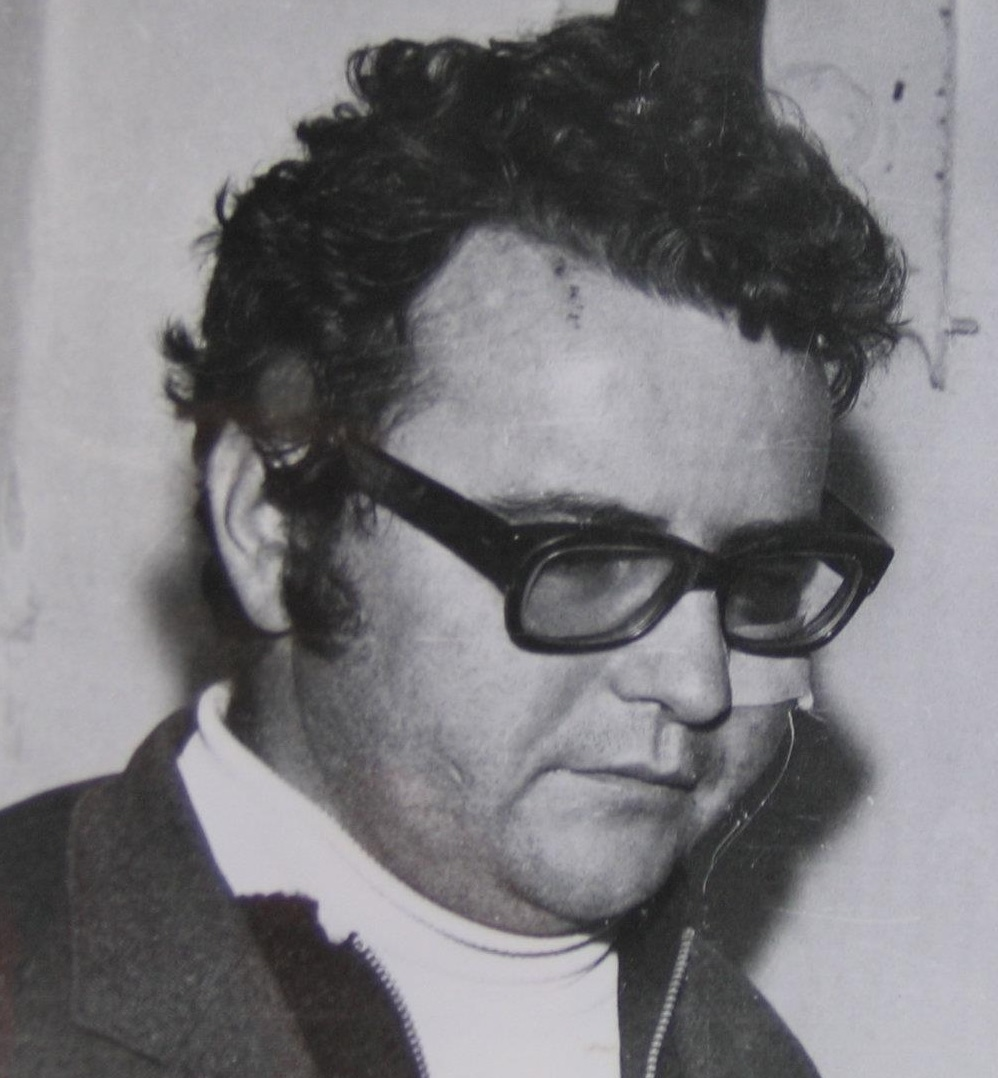
Padre Steinkasserer fotografato il giorno dopo l'omicidio: un vistoso cerotto copre una ferita sullo zigomo, che egli disse di essersi procurato nella colluttazione coi malviventi.

Concluse le indagini, don Josef Steinkasserer fu rinviato a giudizio: il processo di primo grado si aprì presso la corte d'assise di Bolzano il 24 aprile 1974. Il dibattimento durò circa un  mese, per un totale di 15 udienze in cui vennero chiamati a deporre 70 testimoni. Dai lavori processuali emerse un elemento che pareva compromettere ulteriormente la posizione del religioso: fu infatti accertato che egli intratteneva diverse amicizie, alcune definite "molto intime", con donne, e che proprio la sera del 6 novembre 1973 egli aveva lungamente e vanamente atteso la visita di una di costoro; l'accusa ricollegò tale circostanza al ritrovamento in canonica delle bottiglie di liquore vuote, ipotizzando che il prete avesse sfogato nell'alcool la propria delusione per il mancato incontro e che lo stato d'eccitazione dovuto alle libagioni l'avrebbe spinto ad adescare la perpetua, il rifiuto della quale avrebbe scatenato la furia omicida. 
Anche in sede dibattimentale, pur non negando determinate contestazioni (appunto la frequentazione di donne e la lettura di materiale pornografico), don Steinkasserer proclamò fermamente la propria innocenza dal capo d'accusa; i suoi difensori, tra cui vi erano gli eminenti giuristi Roland Riz e Pietro Nuvolone, evidenziarono in tal senso le differenti tracce organiche repertate sul corpo della perpetua, nonché l'assenza di elementi riferibili al sacerdote nella stanza della donna. Tra gli altri testi, le quattro sorelle della Platzgummer, chiamate a deporre, si espressero per l'innocenza dell'imputato. Quanto al cappello nero consegnato agli inquirenti il mattino dopo il delitto, si rivelò troppo piccolo per il capo del sacerdote. Al termine della discussione e sentite le arringhe delle parti, il 22 maggio i giudici si ritirarono in camera di consiglio e, dopo cinque ore, ne uscirono con una sentenza di assoluzione per insufficienza di prove, a seguito della quale il prevosto fu immediatamente scarcerato.
Il successivo processo d'appello a Trento confermò l'assoluzione, ma la Cassazione invalidò la decisione e dispose la ripetizione dell'appello a Venezia, ove nell'aprile 1977 don Steinkasserer fu riconosciuto colpevole e condannato a 14 anni di reclusione. Anche questa sentenza venne tuttavia invalidata in Cassazione e il processo fu riallocato a Brescia, presso il cui tribunale nel marzo 1981 venne pronunciata l'ultima sentenza di assoluzione per insufficienza di prove, poi non impugnata e passata in giudicato, con conseguente archiviazione del caso.
Don Steinkasserer, che per tutta la durata dei processi ebbe il convinto appoggio della diocesi di Bolzano-Bressanone (l'episcopato si limitò, in alcuni periodi, a sospenderlo a divinis, dispensandolo dal servizio pastorale), proseguì regolarmente il proprio ministero in diverse parrocchie altoatesine, da ultimo a San Giacomo in Valle Aurina. La sua storica accusatrice Maria Luise Maurer continuò tuttavia ad additarlo come colpevole e a provocarlo pubblicamente, presentandosi alle sue messe con al collo un medaglione ritraente la perpetua uccisa: esasperato, nel 1993 il sacerdote sporse querela e il pretore di Brunico gli diede ragione, condannando la scrittrice a tre mesi di reclusione (commutati in una multa di 2 000 000 di lire) per molestie private e turbamento di funzioni religiose, nonché a pagare ulteriori 5 000 000 di lire per risarcimento danni e ad accollarsi le spese processuali. I due si spensero poi nel 2010 a pochi mesi l'uno dall'altra: la Maurer a settembre e Steinkasserer a dicembre.